# 马丁·瓦格纳
马丁·瓦格纳（德語：Martin Wagner，1968年2月24日—），德国前男子足球运动员，场上位置是中场。他曾代表德国国家队参加1994年国际足联世界杯，结果队伍止步八强。